# Stari Mikanovci
Stari Mikanovci (maďarsky Horváti, německy Sankt Michael) jsou vesnice a správní středisko stejnojmenné opčiny v Chorvatsku ve Vukovarsko-sremské župě. Nachází se asi 13 km východně od Đakova, 20 km západně od města Vinkovci a asi 38 km jihozápadně od Vukovaru. V roce 2011 žilo v celé opčině 2 956 obyvatel, z toho 2 383 ve Starých Mikanovcích a 573 v připadající vesnici Novi Mikanovci.
Vzhledem k navazující zastavěné ploše de facto tvoří Stari Mikanovci se sousedními vesnicemi Novi Mikanovci a Vođinci jediné hustě obydlené sídlo dohromady s 4 922 obyvateli.
Územím opčiny prochází státní silnice D46 a župní silnice Ž4133 a Ž4202.